# 下降気流
下降気流（かこうきりゅう）とは、気流の種類の一つであり、何らかの原因によって鉛直下向きに起こる大気の運動をいう。下降流（かこうりゅう）ともよばれる。

## 概要
高気圧は通常この下降気流を伴い、それが晴天を引き起こす主な理由ともなっている。また、台風の中心部分（目とよばれる）でも下降気流が観測されている。同じく積乱雲も発生から数時間（積乱雲にもよるが）は上昇気流を観測しているが、衰弱期になると弱い下降気流が観測され、積乱雲によってはこの下降気流が極端に強く気象災害を及ぼすこともある（これをダウンバーストという）。下降気流の多くは地上付近で地面にぶつかり風が四方に発散している。特に積乱雲の雲底が高く、雲底の下の大気が乾燥しているほど下降気流が強くなる傾向がある。
下降気流の発生の原因は様々だが、例えばある種の高気圧を例にとってみると、上空付近の空気が地上付近より冷えており、上空と地上の大気の密度の差で下降気流が起きることがある。